# Nitrato de lítio

Nitrato de lítio é um composto químico o sal do ânion nitrato do lítio, de fórmula química LiNO3. É um sal branco a levemente amarelado, deliquescente.
Quando submetido a uma chama, o nitrato de lítio produz uma chama vermelha brilhante.

## Aplicações
O LiNO3 é um agente oxidante usado na fabricação de fogos de artifício de explosão de cor avermelhada e sinalizadores rodoviários.
Sua decomposição ocorre pela seguinte reação:
4 LiNO3(s) → 2 Li2O(s) + 4 NO2(g) + O2(g)

## Obtenção
Pela reação do carbonato de lítio com o ácido nítrico:
Li2CO3 + 2 HNO3 → 2 LiNO3 + CO2↑ + H2O

## Segurança
|
| Segurança        | Segurança                                                |
| ---------------- | -------------------------------------------------------- |
| Ingestão         | Causa irritação. Pode causar náusea, vômito e diarréia.  |
| Inalação         | Causa irritação. Envenenamento sitêmico pode ocorrer.    |
| Pele             | Causa irritação.                                         |
| Olhos            | Causa irritação, vermelhidão, e dor.                     |
| Mais informações | Hazardous Chemical Database[ligação inativa] (em inglês) |
|                  |                                                          |